# Kurt Friemel
Kurt Friemel var en tysk marineofficer, som under 1. verdenskrig var officer (Wachoffizier) for kommandant Heinrich Mathy på 3 af den tyske Kaiserliche  Marines luftskibe, indtil han selv blev kommandant på L 24, L 30 og L 52. Han var sidst på året 1916 og i april 1917 stationeret på luftskibsbasen i Tønder med henholdsvis L 24 og L 30.

## Officer og kommandant
Oberleutnant zur See (premierløjtnant) Kurt Friemel var 1. officer for kommandant Heinrich Mathy på følgende luftskibe:
- L 9 fra 15. marts 1915. Ankom 18. marts til Nordholz og flyttede 10. april til Hage, hvorfra de var på ubådsjagt og 3 bombetogter mod bl.a. Hull, se L 9
- L 13 var fra 24. juni 1915 til 18. april 1916 i Hage. [1]
- L 31 var fra 19. april 1916 i Nordholz, flyttede 7. august 1916 til Ahlhorn og afmønstrede 30. september. [2]

Og han var kommandant på:
- L 24 fra 17. oktober til 28. december 1916 stationeret i Tønder, se nedenfor
- L 30 fra 11. januar til 30. april 1917. Han flyttede 5. april luftskibet fra Ahlhorn til Tønder, hvor en konstruktionssvaghed udbedredes. Luftskibet kom derefter til Seerappen på Østfronten. [3]
- L 52 fra 24. juli 1917. [4]

Bådsmandsmat og senere overmat Quirin Gerstl fulgte kommandant Frimel på de 3 luftskibe og beskrev ham som en energisk leder, jernhård i sin pligtfølelse og disciplin, men retfærdig og altid og overalt en god kammerat.

## L 24's deltagelse ved Hartlepool 27./28. november 1916
Som kommandant på L 24 deltog Friemel natten mellem 27. og 28. november 1916 i et bombetogt planlagt mod Newcastle-området ledt an af L 34 (Max Dietrich) og med følgeskab af L 35 og L 36, men omkring kl. 23.30 blev L 34 spottet af søgelysene vest for Hartlepool og forfulgt af et B.E.2c jagerfly ind over byen og tilintetgjort over havet.
Friemel bestemte sig for at vende hjem til uden at kaste nogen bomber, i lighed med de andre luftskibe.

Samme nat fløj L 21 (Frankenberg) ind over English Midlands i en sydligere gruppe luftskibe, men blev jagtet over en længere strækning af forskellige fly og til sidst skudt ned ud for Lowestoft af bl.a. E. L. Pulling, som 3. september 1916 forgæves havde jagtet L 24 i samme område.

### L 24 og L 17's brand i Tønder 28. december 1916
L 24 hjemkom om eftermiddagen den 28. december 1916 til Tønder efter en minesøgningsaktion i stormende vejr og skulle med alt indkaldt nødberedskab bugseres ind i Toska-dobbelthallen, hvor L 17 allerede var.
Med forenden en tredjedel inde i hallen kunne tovholder-mandskabet i den stærke sidevind ikke holde L 24 i ro, så luftskibet ramte en pære i loftet og antændtes. 
Flammerne spredte sig hurtigt til hele luftskibet og til L 17, så begge luftskibe udbrændte fuldstændig.

## L 52's togt 19./20. oktober 1917
Under de berømte Silent Raid fløj L 54 med kommandant Friemel fra Wittmundhafen vistnok over Great Yarmoth til Harwich og tilbage.

Ifølge andre kilder skal L 52 under en storm have bombarderet London, men der menes muligvis dette togt.
Mange af luftskibene blev af den stærke vind i stor højde drevet ned over Frankrig, hvor L 44 med Franz Stabbert blev skudt ned over Lorraine og L 54 (Waldemar Kölle) fra Tønder nødlandede i Sydfrankrig.

### Krigens afslutning
Luftskibene L 52 og L 56 (se August Stelling) befandt sig ved krigens afslutning i Wittmundhafen og ødelagdes 23. juni 1919 af vagtmandskabet, samme dag som den tyske flådes undergang i Scapa Flow..

## Eksterne links
- Oberleutnat z.S. Friemel - zeppelin-museum.dk

1. ↑  Lz45 - L13 Arkiveret 23. december 2014 hos  Wayback Machine - lzdream.net
2. ↑  Lz72 - L31 Arkiveret 22. december 2014 hos  Wayback Machine - lzdream.net
3. ↑  Luftschiffe in Tondern Arkiveret 14. august 2017 hos  Wayback Machine - zeppelin-museum.dk
4. ↑  Lz98 - L52 Arkiveret 22. december 2014 hos  Wayback Machine - lzdream.net
5. 1 2  Erlebnisbericht von Quirin Gerstl - buddecke.de
6. ↑  The war in the air (The L.34 in flames), af H. A. Jones. (1931)
7. ↑  Edward Laston Pulling: Fengates Hero Arkiveret 23. november 2015 hos  Wayback Machine - fengatesroad.com
8. ↑  Geschichte des Luftschiffhafens Arkiveret 6. marts 2016 hos  Wayback Machine - zeppelin-museum.dk
9. ↑  Silent Raid - The untold story Arkiveret 23. december 2014 hos  Wayback Machine - crossandcockade.com
10. ↑  "The German air raids on Great Britain, 1914-1918" (PDF). Arkiveret fra originalen (PDF) 23. december 2014. Hentet 22. december 2014.